# Jakob Muffel

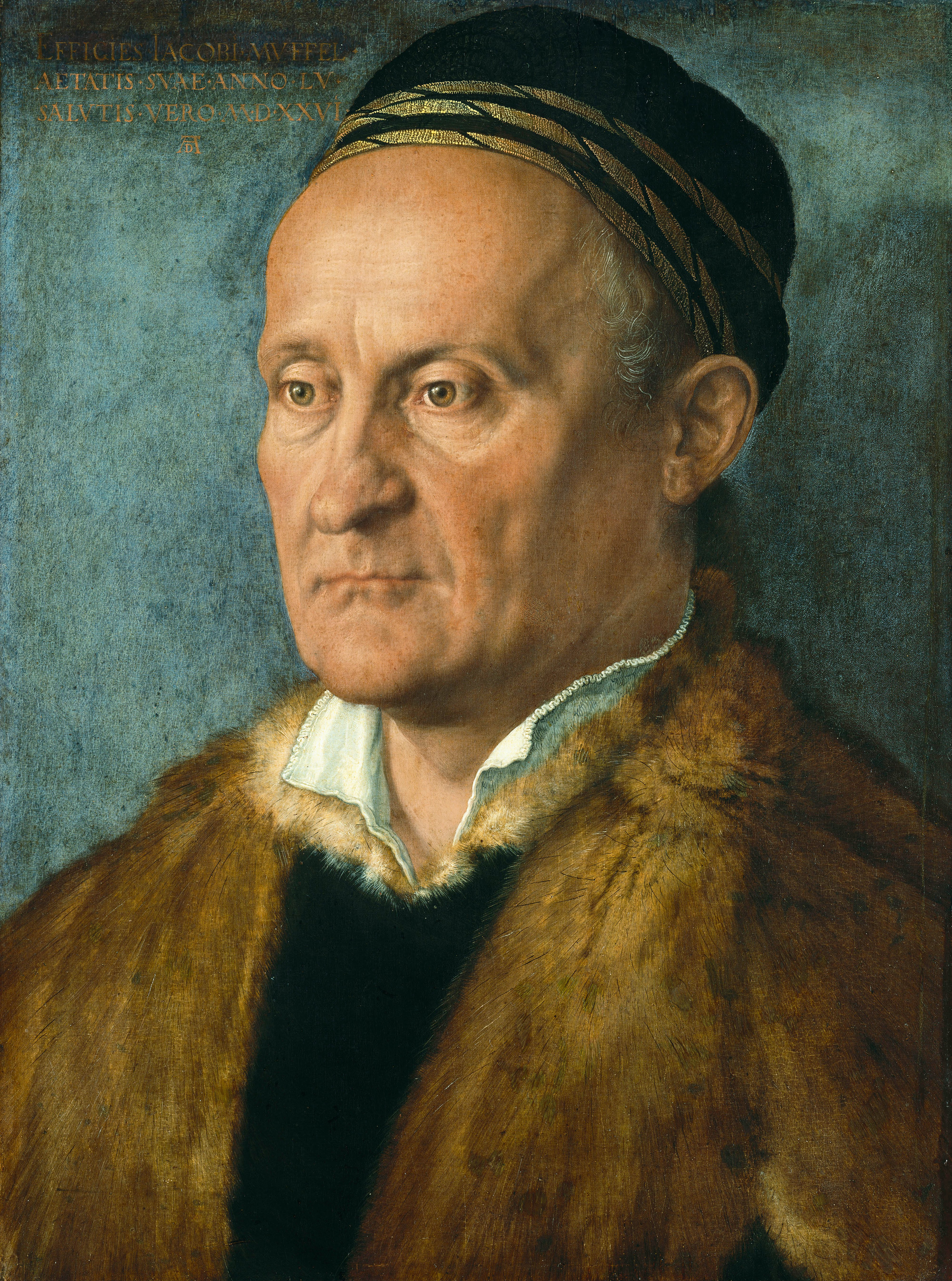
Albrecht Dürer, Porträt des Jakob Muffel (1526) mit lateinischer Inschrift: „Bildnis des Jakob Muffel im 55. Jahr seines Alters, im Jahr des Heils aber 1526“ und Monogramm Dürers (Gemäldegalerie Berlin)

Jakob Muffel der Ältere (* 1471; † 19. April 1526 in Nürnberg) war ein Nürnberger Patrizier aus der Familie der Muffel von Eschenau. Bekannt ist er vor allem durch das Porträt, das Albrecht Dürer 1526 von ihm malte.

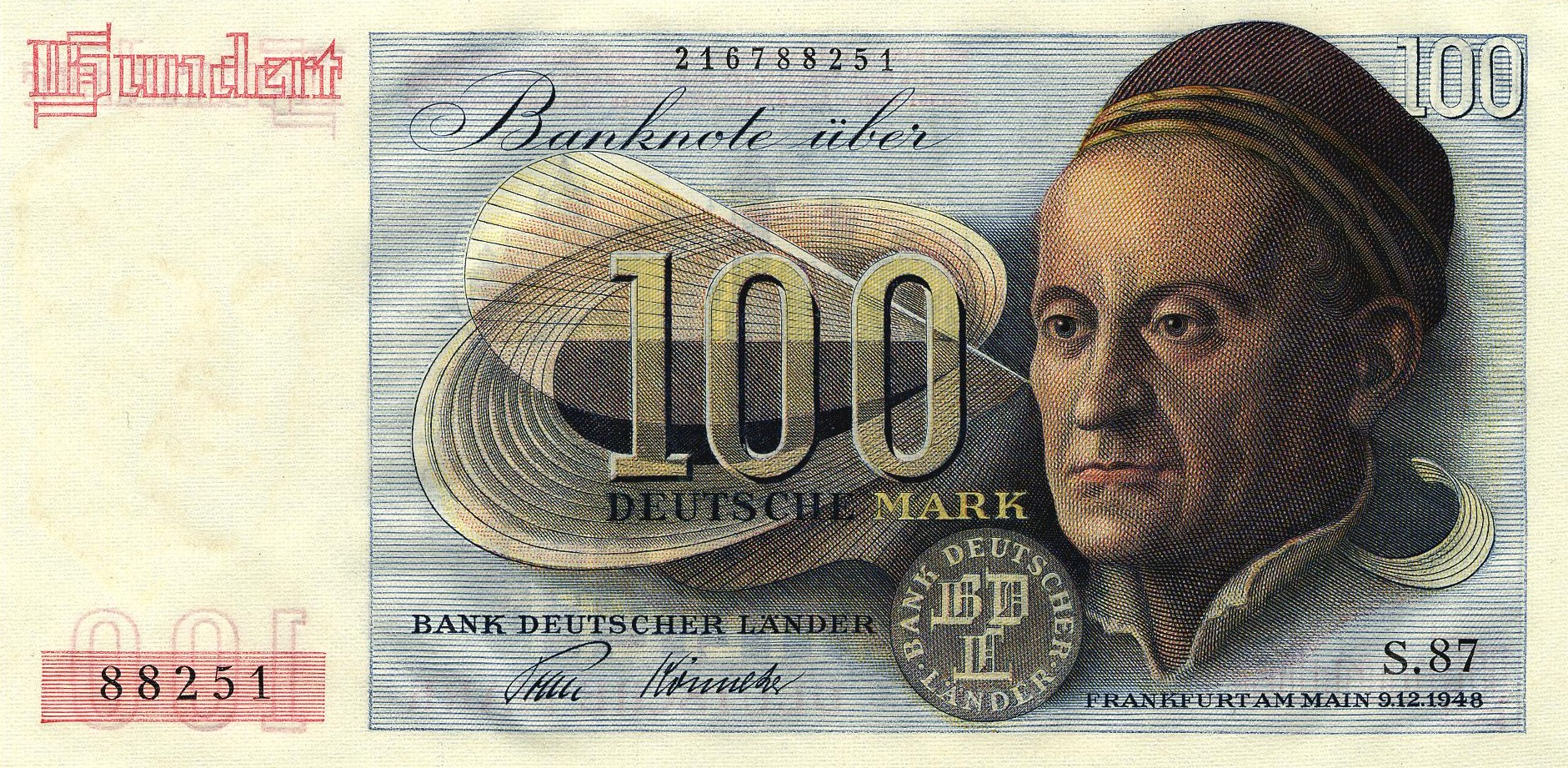
Der Ratsherr Jakob Muffel auf dem 100-DM-Schein der Zweiten Serie Bank deutscher Länder (1948) nach dem Gemälde von Albrecht Dürer

## Leben
Jakob Muffel war ein Sohn von Gabriel Muffel († 1498) und ein Enkel von Niklas III. Muffel. Dieser hatte es in Nürnberg zu hohen Stellungen gebracht, wurde aber 1469 wegen Veruntreuung städtischer Gelder hingerichtet. Daraufhin verließen seine Söhne die Stadt. Einzig Gabriel kehrte 1478 nach Nürnberg zurück und erlangte dort wieder Ansehen und städtische Ämter.
Jakob Muffel studierte in Ingolstadt. 1487 reiste er nach Venedig. 1502 wurde er Bürgermeister im Nürnberger Rat, 1513 Landpfleger, 1514 Alter Bürgermeister und 1519 Septemvir.
1501 heiratete er Agatha Schlüsselfelder (* 1480, † 19. September 1536). Sie bekamen acht Kinder, darunter Jakob den Jüngeren (1509–1569), für den später zwei Ehrenmünzen geprägt wurden.
Jakob Muffel war mit bedeutenden Nürnberger Persönlichkeiten bekannt und befreundet, darunter Albrecht Dürer, der ihm von seiner Reise in die Niederlande 1521 ein rotes Brusttuch von einer Elle Länge mitbrachte. Ein Zeugnis dieser ab 1508 belegten Freundschaft könnte auch Dürers Radierung Landschaft mit Kanone aus dem Jahr 1518 sein. In diesem Jahr hatte Jakob Muffel den Wiederaufbau seines Schlosses Eschenau abgeschlossen. Der Kunsthistoriker Christof Metzger hält es für sicher, dass die Landschaft mit Kanone den Blick vom Eschenauer Schloss in Richtung Lindelberg zum Ausgangspunkt hat.
Mitte der 1520er Jahre vollzog Jakob Muffel die Hinwendung der Reichsstadt Nürnberg zur lutherischen Reformation mit und führte die neue Lehre auch in seiner Familienkirche St. Bartholomäus in Eschenau ein.
Das Ölgemälde schuf Dürer in seiner Spätzeit 1526, zwei Jahre vor seinem Tod. Es wird, wegen formaler Ähnlichkeit bei großer Gegensätzlichkeit des Ausdrucks, oft mit dem ebenso berühmten von Hieronymus Holzschuher verglichen, das im selben Jahr entstand. Muffel starb schon im Jahr des Porträts. Der Kunsthistoriker Charles Ephrussi nimmt allerdings an, Dürer habe das Ölgemälde nicht nach dem Leben, sondern nach einer Zeichnung aus dem Jahr 1517 angefertigt.
Jakob Muffel wurde, ebenso wie zehn Jahre später seine Frau, bei St. Leonhard beigesetzt.